# 1592
- Wikisource

| Calendário gregoriano                                                        | 1592 MDXCII                          |
| Ab urbe condita                                                              | 2345                                 |
| Calendário arménio                                                           | 1041 – 1042                          |
| Calendário bahá'í                                                            | -252 – -251                          |
| Calendário budista                                                           | 2136                                 |
| Calendário chinês                                                            | 4288 – 4289 Início a 13 de fevereiro |
| Calendário copta                                                             | 1308 – 1309                          |
| Calendário etíope                                                            | 1584 – 1585                          |
| Calendários hindus - Vikram Samvat - Calendário nacional indiano - Cáli Iuga | 1647 – 1648 1513 – 1514 4692 – 4693  |
| Calendário Holoceno                                                          | 11592                                |
| Calendário islâmico                                                          | 1000 – 1001                          |
| Calendário judaico                                                           | 5352 – 5353                          |
| Calendário persa                                                             | 970 – 971                            |
| Calendário rúnico                                                            | 1842                                 |
| Calendário solar tailandês                                                   | 2135                                 |

1592 (MDXCII, na numeração romana) foi um ano bissexto do século XVI do actual Calendário Gregoriano, da Era de Cristo, e as suas letras dominicais foram  E e D (53 semanas), teve início a uma quarta-feira e terminou a uma quinta-feira.
| Ano completo                           |
| -------------------------------------- |
| Ano bissexto com início à quarta-feira |

## Eventos
- 30 de Janeiro - É eleito o Papa Clemente VIII.
- 15 de Agosto - (ou 19) A nau portuguesa Madre de Deus (o maior navio do mundo no seu tempo, deslocando 1600 toneladas (900 das quais em carga). Construída em Lisboa em 1589, para a Carreira da Índia, tinha 50 metros de comprimento e 14,5 metros de largura) carregada de tesouros é tomada por piratas ingleses ao largo dos Açores.
- Conquista de Edo no Japão, por Hideyoshi.
- Início da construção da Igreja da Misericórdia na Ribeira Grande, ilha de São Miguel, Açores.
- Início da construção da Igreja de Nossa Senhora da Apresentação na freguesia das Capelas, ilha de São Miguel.
- Início da construção do Colégio dos Jesuítas em Ponta Delgada, ilha de São Miguel.
- 18 de Novembro - Criação da freguesia de Nossa Senhora da Apresentação, que já não existe, no lugar das Capelas, ilha de São Miguel.

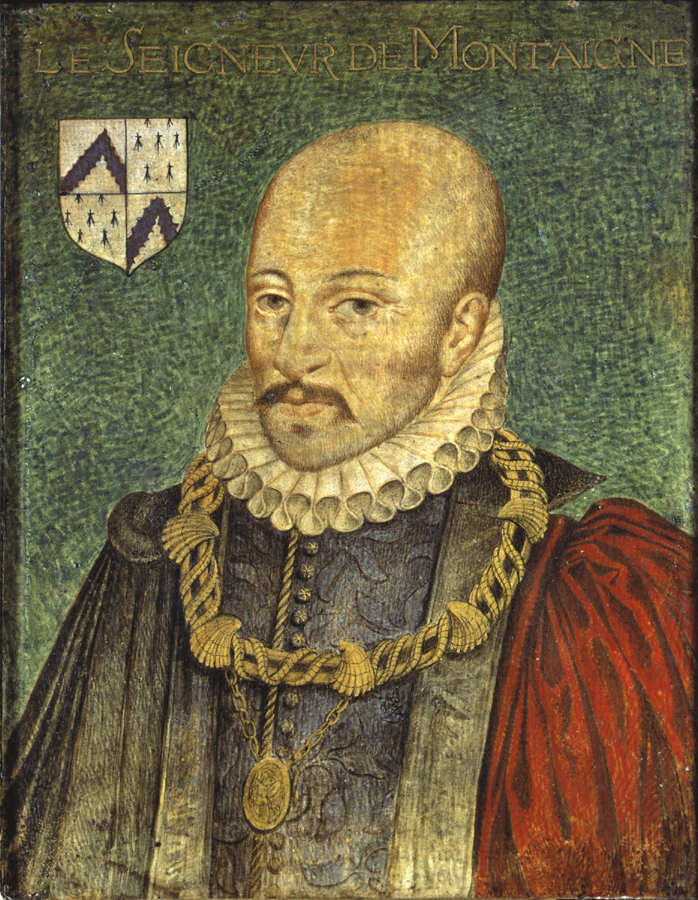
Montaigne (1533-1592), filósodo do Renascimento europeu.

## Mortes
- 13 de Setembro - Michel Eyguem de Montaigne, filósofo humanista (n. 1533).

## Epacta e idade da Lua
| Epacta gregoriana | 16      |
| Idade da Lua      | Letra r |

## Por tema
- 1592 na literatura